# 御宿友綱
御宿友綱（1546年—1606年4月28日），日本戰國時代至江戶時代前期的武將、醫師。生母是甲斐武田氏譜代家臣跡部泰忠的妹妹。一說是駿河國有力國人眾葛山氏一族兼仕於今川義元的重臣葛山氏元的外甥，即葛山貞氏的外孫。擔任武田信玄的侍醫。通稱左衛門次郎、監物。

## 生平
在天文15年（1546年）出生。幼名若丸。仕於武田信玄，因為是葛山氏的一族，擔任信玄的六男葛山信貞（葛山氏元的養子）的陣代（後見人）。在信玄於晩年病倒時，與板坂法印一同以醫師身份治療信玄（『甲陽軍鑑』）。天正8年（1580年）12月，把家督讓予兒子政友並隱居。
天正10年（1582年），武田氏在織田信長的甲州征伐後滅亡。後來仕於後北條氏，天正18年（1590年），北條氏在小田原征伐後沒落，之後仕於德川氏。在慶長11年（1606年）3月21日死去。享年61歲。